# Henrik III av Bayern
Henrik III av Bayern, född 940, död 989, var regerande hertig av Bayern från 983 till 984. 